# Яцков, Анатолий Антонович
Анато́лий Анто́нович Яцко́в (18 [31] мая 1913 — 26 марта 1993) — советский разведчик, сотрудник органов госбезопасности.

## Биография

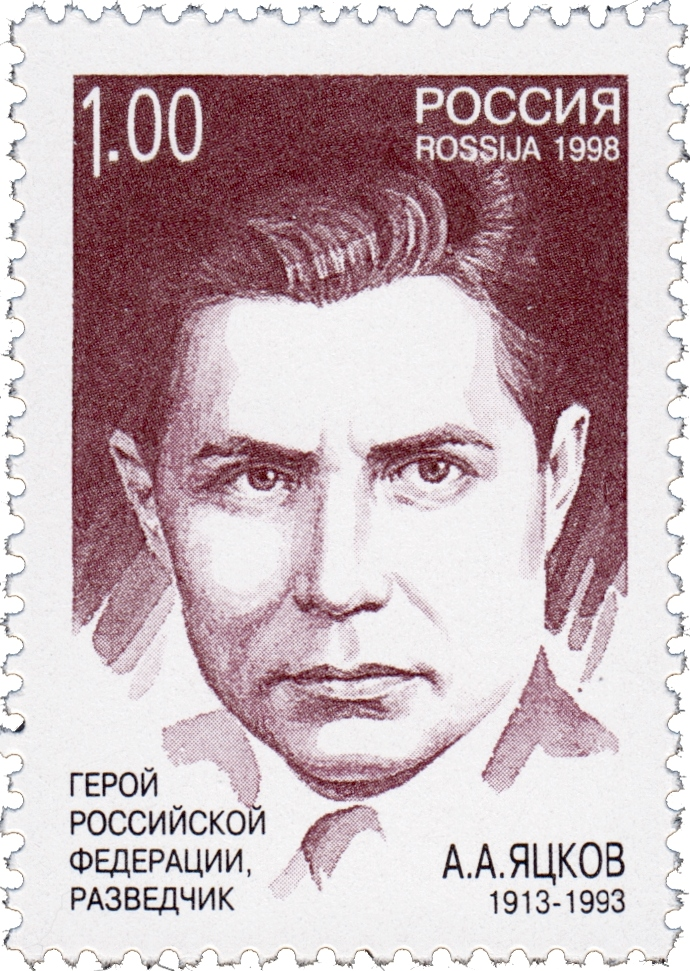
Анатолий Яцков на почтовой марке России

По окончании девятилетки был чернорабочим, строителем, слесарем. Окончил Московский полиграфический институт (1937). Работал инженером-технологом на московской картографической фабрике имени Дунаева. Увлекался парашютным спортом.
После окончания Школы особого назначения НКВД в 1940 году работал в центральном аппарате внешней разведки. В 1941 году был направлен в резидентуру в Нью-Йорке в качестве оперативного работника. Проводил ответственные операции по добыванию особо секретной и важной информации по «Энормозу» («ENORMOZ», он же «Манхэттенский проект»). Благодаря целенаправленной работе Яцкова внешняя разведка через имевшуюся у него на связи агентуру получила сведения, расчёты и чертежи по «Манхэттенскому проекту». Эти сведения позволили советским учёным получить весьма полезные данные о строительстве заводов по получению оружейного урана и плутония, а также по производству непосредственно атомной бомбы.
В ходе своей работы по «Манхэттенскому проекту» Яцков сотрудничал с Гарри Голдом, который похитил техническую документацию из Пенсильванской сахарной компании, а также с советским разведчиком Александром Феклисовым, который внедрился в группу «Манхеттенского проекта» через учёного Клауса Фукса — Фукс был тесно связан с Голдом.
Также Яцков был одним из связных Джулиуса Розенберга — его имя фигурирует в первоначальной версии обвинения против супругов Розенбергов, Мортона Собелла и Дэвида Грингласса. Но имя Яцкова впоследствии было убрано из обвинения — он пользовался дипломатическим иммунитетом и уехал в СССР за 4 года до вынесения обвинения.
В командировке проводил ответственные операции, добывая особо секретную и важную для советской оборонной промышленности информацию. В послевоенный период занимал руководящие должности в центральном аппарате разведки, неоднократно выезжал в долгосрочные загранкомандировки, возглавлял факультет научно-технической разведки в Краснознамённом институте КГБ СССР (ныне — Академия внешней разведки).
По завершении командировки в США Яцков продолжал работать в управлении научно-технической разведки. Неоднократно выезжал на оперативную работу в страны Европы и Азии. Успешно справлялся с поставленными задачами.
Умер 26 марта 1993 года. Похоронен на Ваганьковском кладбище.
В 1998 году в России была выпущена почтовая марка, посвящённая Яцкову.

## Награды
- 15 июня 1996 года Указом президента РФ за успешное выполнение специальных заданий по обеспечению государственной безопасности в условиях, сопряжённых с риском для жизни, проявленные при этом героизм и мужество А. А. Яцкову (посмертно) было присвоено звание «Герой Российской Федерации»,
- Орден Октябрьской Революции,
- Орден Трудового Красного Знамени,
- Орден Красной Звезды,
- медали СССР,
- нагрудный знак «Почётный чекист».